# Charles Louis Alphonse Laveran

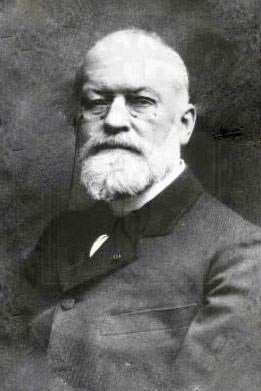
Charles Laveran.

Charles Louis Alphonse Laveran (París, França 1845 - íd. 1922) fou un metge francès guardonat amb el Premi Nobel de Medicina o Fisiologia l'any 1907.

## Biografia
Va néixer el 18 de juny de 1845 a la ciutat de París. Va estudiar medicina a l'Escola Militar de Medicina d'Estrasburg i va servir com a cirurgià de l'Exèrcit durant la Guerra francoprussiana.
En 1894 va passar a treballar a l'Institut Pasteur de París, el qual va arribar a dirigir anys més tard, i l'any 1907 hi va fundar el Laboratori de Malalties Tropicals. Va morir el 18 de maig de 1922 a la seva residència de París.

## Recerca científica
El 1878 fou enviat a Algèria com membre de l'Escola Militar de Medicina de Val-de-Grâce, on es va dedicar a estudiar el paludisme. Fruit d'aquests estudis va ser el descobriment del Plasmodium, paràsit productor de la malaltia, encara que no va aconseguir determinar el mecanisme de transmissió d'aquesta, que seria descobert posteriorment pel britànic Ronald Ross. El 6 de novembre de 1880 va observar per primera vegada en un microscopi -en un preparat de sang d'un malalt de paludisme-, corpuscles mòbils, que va dibuixar i va descriure de manera detallada: 
"Es tracta de cèl·lules pigmentades, rodones o corbades en forma de mitja lluna, que es mouen com amebes."
L'any 1907 fou guardonat amb el Premi Nobel de Medicina o Fisiologia pels seus estudis sobre les malalties causades per protozous.

## Obra publicada
- 1875: Traité des maladies et épidémies des armées
- 1884: Traité des fièvres palustres avec la description des microbes du paludisme
- 1904: Trypanosomes and trypanosomiasis